# Carrobalista

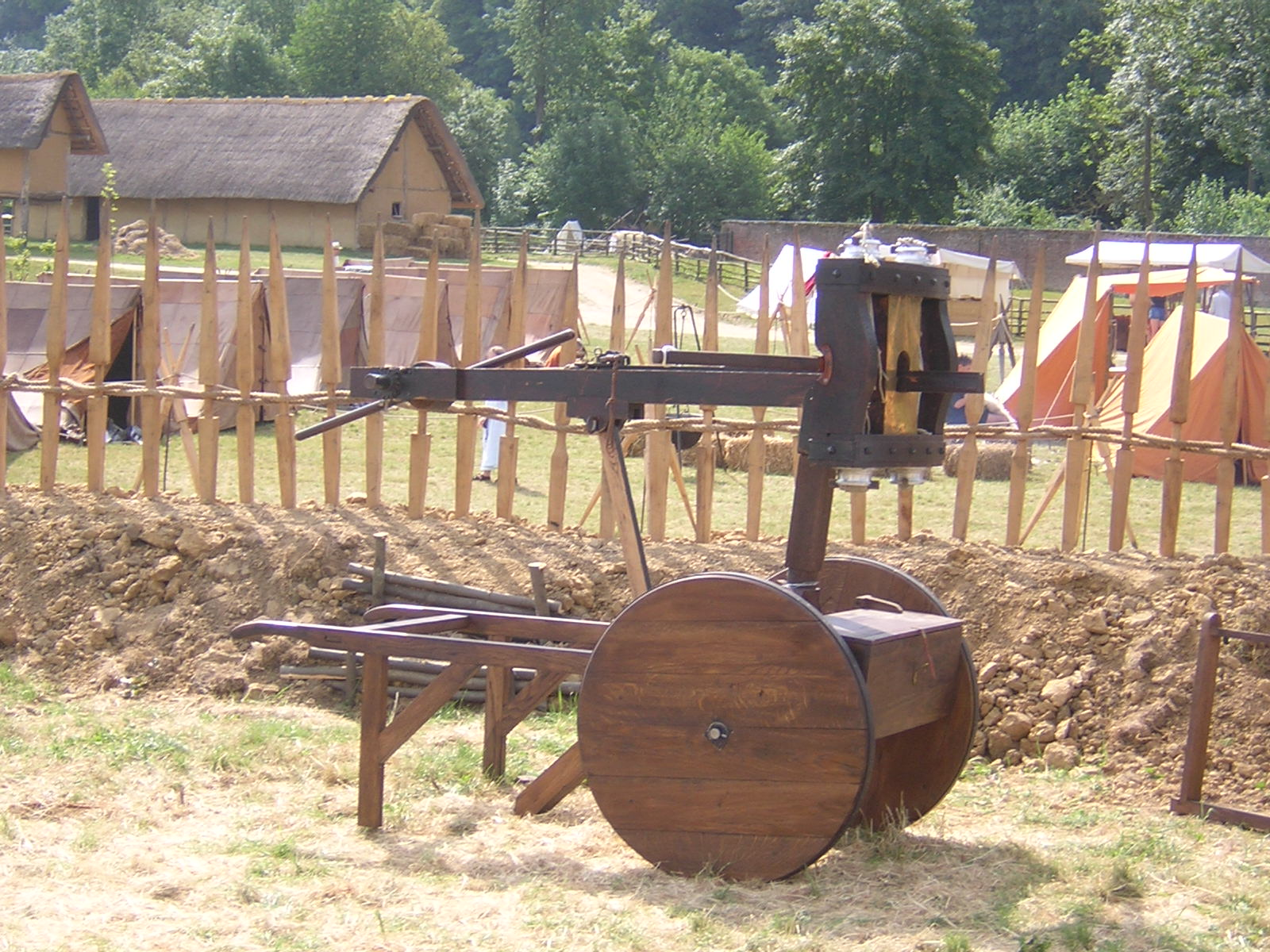
Reconstrucción de una carrobalista.

La carrobalista era una máquina de guerra romana que consistía en una balista montada sobre un carro arrastrado por caballos o mulas para ser más adecuadamente transportada a distintos lugares en una misma acción.
La primera representación de esta arma se encuentra en la Columna de Trajano, emperador que la utilizó contra los dacios de Decébalo y los partos de Osroes I. También aparece en la Columna de Marco Aurelio. Por falta de detalles, sin embargo, no existe una idea exacta de cómo funcionaba dicha máquina.